# Textos chinos clásicos

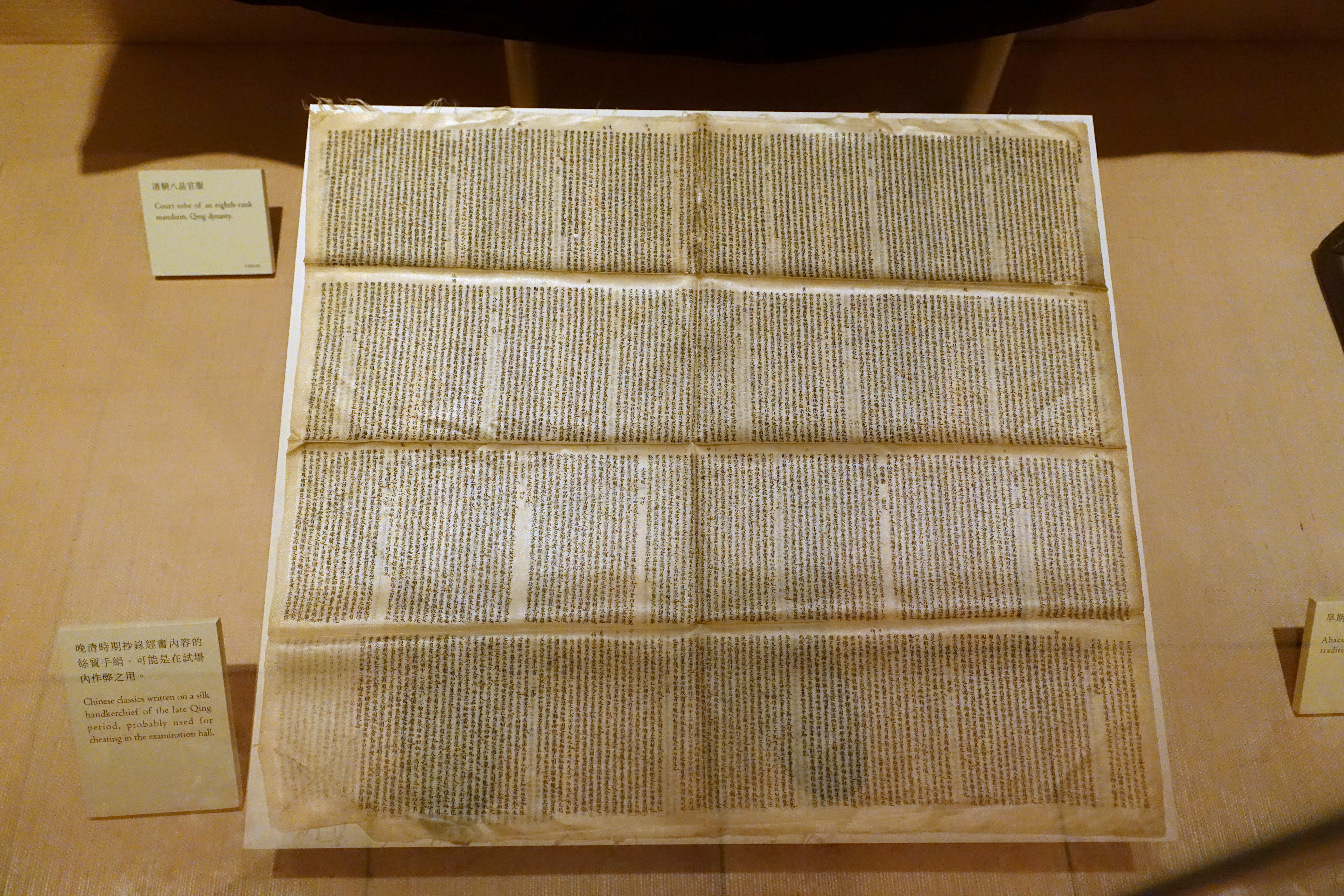
Textos chinos clásicos en el museo de Hong Kong

En la actualidad se denominan textos chinos clásicos, o textos canónicos chinos, (en chino, 典籍; pinyin, diǎnjí) a aquellos textos chinos anteriores a la dinastía Qin, especialmente los textos del neoconfucianismo de los Cuatro Libros y Cinco Clásicos (四書五經), una selección de libros cortos y capítulos de la voluminosa colección denominada los Trece clásicos. Todos los textos previos a la dinastía Qin fueron escritos en chino clásico. Como cánones se los denomina colectivamente jing (經).
En un sentido amplio, los textos clásicos chinos comprenden textos escritos ya en chino vernáculo o chino clásico, que existían con anterioridad a 1912, cuando la última dinastía imperial china, la dinastía Qing, cesó de existir. Los textos incluyen shi (史, obras históricas), zi (子, obras filosóficas correspondientes a trabajos de escuelas de pensamiento distintas del Confucianismo, pero también obras sobre agricultura, medicina, matemáticas, astronomía, adivinación, crítica del arte, y todo tipo de escritos de temas diversos) y ji (集, obras literarias) al igual que jing.
Durante las dinastías Ming y Qing, los Cuatro libros y cinco clásicos eran de estudio obligatorio por aquellos estudiosos del Confucianismo que quisieran acceder a puestos como oficiales del gobierno. Toda discusión sobre temas políticos abundaba en referencias a estos antecedentes, y no se podía ser un burócrata, y ni siquiera un oficial militar, sin conocerlos. Por lo general, los niños primero estudiaban los caracteres chinos mediante la memorización de los Clásicos de tres caracteres y los Cien apellidos de familia, y luego memorizaban otros clásicos, para así poder ascender en la jerarquía social.
Estos textos naturalmente se dividen en dos períodos, antes y después del "Incendio Qin", cuando muchos de los textos originales, especialmente aquellos del Confucianismo, fueron quemados como parte de una purga política.

## Anteriores al año 221 a.C.
- Los clásicos del Confucianismo
  - Los cuatro Libros
    - El Gran Saber es un capítulo del Clásico de los ritos.
    - La Doctrina de la medianía es otro capítulo del Clásico de los ritos.
    - Las Analectas de Confucio, una obra con 20 capítulos conteniendo diálogos entre Confucio y sus discípulos, registrados por estudiosos posteriores a Confucio.
    - El Mencio, un libro sobre anécdotas y conversaciones de Mencio, un discípulo de Confucio.

  - Los Cinco Clásicos
    - El I Ching es un manual de adivinación basado en los ocho trigramas atribuidos a Fuxi una figura mítica (en la época de Confucio estos ocho trigramas se habían convertido en sesenta y cuatro hexagramas). El I Ching es aún utilizado en la actualidad por los que adhieren a la religión tradicional.
    - El clásico de la poesía se compone de 305 poemas divididos en 160 canciones folclóricas, 74 canciones menores de fiestas, tradicionalmente entonadas durante fiestas de la corte, 31 canciones importantes de fiesta entonadas durante ceremonias solemnes de la corte, y 40 himnos y eulogias, entonadas durante sacrificios a los dioses y espíritus ancestrales de la casa real. Tradicionalmente este libro es considerado una recopilación de Confucio. Una versión estándar denominada Maoshi Zhengyi, fue compilada a mediados del siglo VII bajo la dirección de Kong Yingda.[2]
    - Los Tres Ritos son los tres textos rituales antiguos que se identifican entre los clásicos del confucianismo, un registro de las formas y ceremonias del Zhou Occidental, y una restauración de la copia original luego del quemado de los textos confucianos en el 213 a. C.
      - El Clásico de los Ritos
      - Los Ritos de Zhou
      - El Etiqueta y ritos

    - El Clásico de la Historia es una colección de documentos y discursos de las dinastías Xia, Shang y Zhou Occidental y el período anterior. Contiene ejemplos de la prosa china antigua.
    - Los Anales de Primavera y Otoño es cronológicamente el anal más antiguo; consiste en unas 16,000 palabras, registra los eventos en el Estado de Lu desde el  722 a. C. al 481 a. C., con condenas de las usurpaciones, asesinatos, incestos, etc.
      - El Zuo Zhuan (Comentario de Zuo) es un informe diferente sobre los mismos eventos relatados en los Anales de Primavera y Otoño con unas pocas diferencias significativas. Cubre un período más largo que los Anales de Primavera y Otoño.
      - El Comentario de Gongyang, otro comentario sobre los mismos eventos (véase Anales de Primavera y Otoño).
      - El Comentario de Guliang, otro comentario sobre los mismos eventos (véase Anales de Primavera y Otoño).

    - El Clásico de la Música a veces denominado el sexto clásico; se extravió por la época de la dinastía Han.

  - Otros clásicos confucianos
    - El Clásico de la piedad filial es un breve libro clásico sobre como comportarse con alguien mayor, sea el padre, un hermano mayor, o el gobernante. También indica el tratamiento que los mayores debe tener con los menores, estableciendo un beneficio mutuo.
    - El Erya es un diccionario que explica el significado y la interpretación de las palabras en el contexto del canon confuciano.
- Los clásicos del Taoísmo
  - Tao Te Ching, atribuido a Laozi.
  - El Libro de Zhuangzi, atribuido al filósofo del mismo nombre, Zhuangzi.
  - El Tratado de la Perfecta Vacuidad, atribuido a Liezi.
- El clásico del Mohismo
  - Mozi, atribuido al filósofo del mismo nombre, Mozi.
- Los clásicos del Legismo
  - El libro del Señor Shang, atribuido a Shang Yang.
  - Guanzi, atribuido a Guan Zhong.
  - Hanfeizi, atribuido a Han Fei.
  - Shenzi, atribuido a Shen Buhai; se han perdido todos los capítulos excepto uno.
  - Shenzi, atribuido a Shen Dao.  Originalmente consistía de diez volúmenes y cuarenta y dos capítulos, de los cuales solo siete se han conservado hasta nuestros días.
  - El Canon de las Leyes, atribuido a Li Kui.
- Los Clásicos de la Ciencia Militar
  - El arte de la guerra, atribuido a Sunzi.
  - Las Treinta y seis estratagemas, descubierto recientemente.
  - Las Tres estrategias de Huang Shigong, atribuido a Jiang Ziya.
  - El Sima Fa, atribuido a Sima Rangju.
  - Wuzi, atribuido a Wu Qi.
  - Wei Liaozi, atribuido a Wei Liao.
- Otros clásicos
  - El Guoyu, una colección de registros históricos de varios estados del período entre Western Zhou hasta el 453 a. C..
  - El Shan Hai Jing, una colección de cuentos míticos de varios sitios.

## Posteriores al año 206 a.C.
- Las Veinticuatro Historias, una colección de historias, que incluyen los Registros del Gran Historiador de Sima Qian y el Libro de Han de Ban Gu.
- Las Estrategias de los Estados Guerreros, atribuido a Liu Xiang.
- Los Anales de la Primavera y el Otoño de los dieciséis reinos, un registro histórico de los Dieciséis Reinos, atribuido a Cui Hong, se ha perdido.
- El Shiming, es un diccionario compilado por Liu Xi hacia finales del siglo segundo.
- Los Diálogos entre Li Jing y Tang Taizong, atribuido a Li Jing
- El Espejo exhaustivo para ayudar a gobernar, cuyo editor principal es Sima Guang.
- Los Anales de la Primavera y el Otoño de Wu y Yue, un registro histórico de los estados de Wu y Yue durante el periodo de Primavera y Otoño, atribuido a Zhao Ye.
- El Jiaoshi Yilin, una obra organizada siguiendo el I Ching, compuesta durante la Dinastía Han Occidental y atribuida a Jiao Yanshou.
- Los Nueve capítulos del arte de las matemáticas, un libro chino sobre matemáticas compuesto por varias generaciones de estudiosos de la dinastía Han.
- El Clásico de los mil caracteres, atribuido a Zhou Xingsi.
- El Tratado sobre astrología de la Era Kaiyuan, compilado por Gautama Siddha, es una enciclopedia china sobre astrología y adivinación.
- El Shitong, escrito por Liu Zhiji, una obra sobre historiografía.
- El Tongdian, escrito por Du You, un texto contemporáneo sobre la dinastía Tang.
- El Tang Huiyao, compilado por Wang Pu, un texto basado en la historia institucional de la dinastía Tang.
- Los Grandes registros Tang sobre las regiones Occidentales, compilado por Bianji; a recount of Xuanzang's journey.
- El Miscellaneous Morsels from Youyang, escrito por Duan Chengshi, recoge: historias fantásticas, anécdotas, y costumbres exóticas.
- Los Cuatro grandes libros de Song, una expresión que hace referencia a las cuatro grandes recopilaciones durante los comienzos de la  dinastía Song.
- El Siku Quanshu, la más grande recopilación de literatura sobre historia de China.
- Los Nuevos cánticos de la Terraza Jade, una colección de poemas del período de las Seis dinastías.
- El Quantangshi, o Colección de poemas Tang, compilados durante la dinastía Qing, publicado en el año 1705.

### Chino tradicional
- Scripta Sinica Archivado el 23 de junio de 2001 en Wayback Machine. Gran base de datos de textos clásicos de la Academia Sínica
- Base de datos de textos chinos del Museo del Palacio Archivado el 9 de noviembre de 2007 en Wayback Machine.
- Base de datos de la Colección del Centro de Estudios Chinos
- 中國電子古籍世界 Base de datos de clásicos
- Centro de Investigación de Textos Antiguos Chinos incluye base de datos CHANT (CHinese ANcient Texts)
- Texto clásico chino en línea

### Chino simplificado
- 凌云小筑 en chino, con artículos y debates sobre literatura, historia y filosofía.

- Datos: Q576921
- Multimedia: Chinese Classics / Q576921